# Mine de Currais Novos
La mine Currais Novos est une importante mine à ciel ouvert située dans l'État du Rio Grande do Norte au Brésil. 

## Finalité
Son objectif est la récupération du tungstène à partir de deux tas de résidus des mines Barra Verde et Boca de Laje. 
Currais Novos représente l'une des plus grandes réserves de tungstène au Brésil avec des réserves estimées à 4,31 millions de tonnes de minerai titrant 0,1 % de tungstène. 